# Кънтри рок
Кънтри рокът (от английски: country rock) е стил в популярната музика, образуван чрез съчетаване на елементи на рок и кънтри.
Той е развит от рок музиканти, които в края на 1960-те и началото на 1970-те години започват да включват в музиката си кънтри елементи - тематика, вокална стилистика и характерни за кънтри музиката инструменти.
Кънтри рокът започва с изпълнители като Боб Дилън, „Бърдс“, „Нити Грити Дърт Бенд“, „Флайинг Бурито Брадърс“, Грем Парсънс, и достига най-голяма популярност през 1970-те години, когато в този стил работят Емилу Харис, „Ийгълс“, Линда Ронстад, Майкъл Несмит, „Поко“.